# Argentyna na Zimowych Igrzyskach Olimpijskich 2010

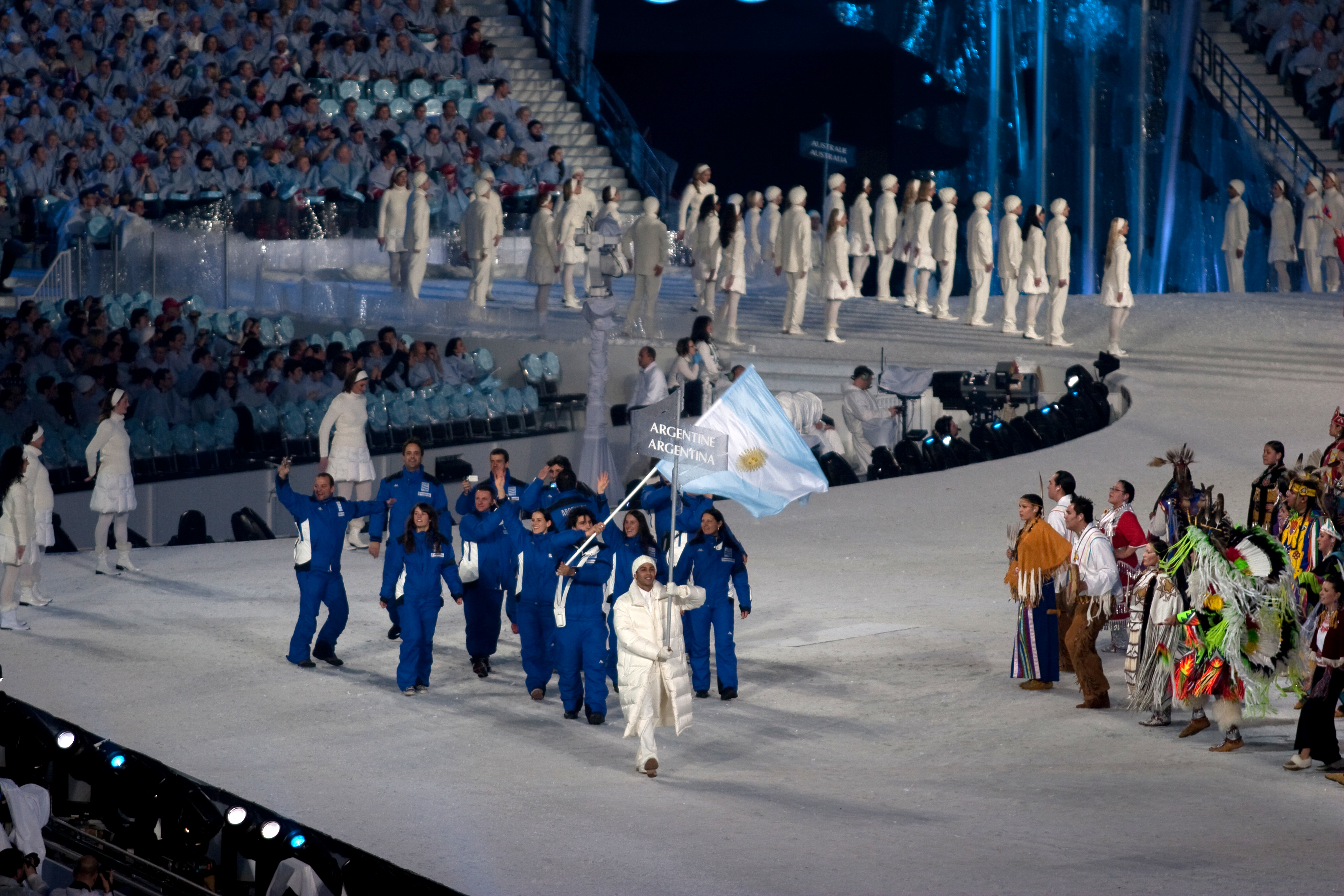
Reprezentacja Argentyny podczas uroczystości otwarcia igrzysk

Argentynę na Zimowych Igrzyskach Olimpijskich 2010 reprezentowało siedmiu zawodników.

## Narciarstwo alpejskie

### Kobiety
| Zawodniczka                | Konkurencja          | Ślizg 1       | Ślizg 2                 | Łącznie                 | Miejsce                 |
| -------------------------- | -------------------- | ------------- | ----------------------- | ----------------------- | ----------------------- |
| Macarena Simari Birkner    | Zjazd kobiet         |               |                         | 1:54,25                 | 31                      |
| Macarena Simari Birkner    | Kombinacja kobiet    | Zjazd 1:29,56 | Slalom 46,81            | 2:16,37                 | 26                      |
| Macarena Simari Birkner    | Supergigant kobiet   |               |                         | 1:27,48                 | 32                      |
| Macarena Simari Birkner    | Slalom kobiet        | 56,84         | 55,51                   | 1:52,35                 | 36                      |
| Macarena Simari Birkner    | Slalom gigant kobiet | 1:23,29       | 1:18,73                 | 2:42,02                 | 45                      |
| Maria Belen Simari Birkner | Zjazd kobiet         |               |                         | 1:53,62                 | 29                      |
| Maria Belen Simari Birkner | Kombinacja kobiet    | Zjazd 1:30,19 | Slalom Nie ukończyła    | Nie ukończyła           | Nie ukończyła           |
| Maria Belen Simari Birkner | Supergigant kobiet   |               |                         | 1:27,24                 | 31                      |
| Maria Belen Simari Birkner | Slalom kobiet        | 58,99         | Nie ukończyła           | Nie ukończyła           | Nie ukończyła           |
| Maria Belen Simari Birkner | Slalom gigant kobiet | 1:23,60       | 1:18,78                 | 2:42,38                 | 46                      |
| Nicol Gastaldi             | Slalom kobiet        | Nie ukończyła | Nie zakwalifikowała się | Nie zakwalifikowała się | Nie zakwalifikowała się |
| Nicol Gastaldi             | Slalom gigant kobiet | 1:24,25       | 1:19,53                 | 2:43,78                 | 48                      |

### Mężczyźni
| Zawodnik                       | Konkurencja            | Ślizg 1       | Ślizg 2                | Łącznie                | Miejsce                |
| ------------------------------ | ---------------------- | ------------- | ---------------------- | ---------------------- | ---------------------- |
| Cristian Javier Simari Birkner | Zjazd mężczyzn         |               |                        | 2:01,67                | 55                     |
| Cristian Javier Simari Birkner | Kombinacja mężczyzn    | Zjazd 2:00,58 | Slalom Nie ukończył    | Nie ukończył           | Nie ukończył           |
| Cristian Javier Simari Birkner | Supergigant mężczyzn   |               |                        | Nie wystartował        | Nie wystartował        |
| Cristian Javier Simari Birkner | Slalom mężczyzn        | 51,35         | 53,37                  | 1:44,72                | 26                     |
| Cristian Javier Simari Birkner | Slalom gigant mężczyzn | 1:20,87       | 1:23,76                | 2:44,63                | 34                     |
| Agustin Torres                 | Slalom mężczyzn        | Nie ukończył  | Nie zakwalifikował się | Nie zakwalifikował się | Nie zakwalifikował się |
| Agustin Torres                 | Slalom gigant mężczyzn | 1:25,14       | 1:28,12                | 2:53,26                | 54                     |

## Biegi narciarskie
| Zawodnik      | Konkurencja                                         | Finał   | Finał   |
| Zawodnik      | Konkurencja                                         | Czas    | Miejsce |
| ------------- | --------------------------------------------------- | ------- | ------- |
| Carlos Lannes | Bieg indywidualny na 15 km stylem dowolnym mężczyzn | 41:34,9 | 82      |

## Saneczkarstwo
| Zawodnik       | Konkurencja      | Finał   | Finał   | Finał   | Finał   | Finał    | Finał   |
| Zawodnik       | Konkurencja      | Ślizg 1 | Ślizg 2 | Ślizg 3 | Ślizg 4 | Łącznie  | Miejsce |
| -------------- | ---------------- | ------- | ------- | ------- | ------- | -------- | ------- |
| Ruben Gonzalez | Jedynki mężczyzn | 52,540  | 52,155  | 52,298  | 51,312  | 3:28,305 | 38      |